# شهرستان جونیاتا (پنسیلوانیا)
شهرستان جونیاتا، پنسیلوانیا (به انگلیسی: Juniata County, Pennsylvania) شهرستانی در ایالات متحده آمریکا است که در پنسیلوانیا واقع شده‌است.

## خصوصیات
شهرستان جونیاتا ۱٬۰۲۰٫۴۶ کیلومترمربع مساحت دارد.